# Diego Genovesi
Diego Genovesi (né le 25 avril 1981 à La Spezia,) est un coureur cycliste italien, principalement actif dans les années 2000.

## Biographie
En 2002, Diego Genovesi devient vice-champion d'Italie sur route espoirs (moins de 23 ans). Trois ans plus tard, il se classe notamment quatrième du Tour de Toscane espoirs. Il évolue ensuite dans les rangs professionnels au sein des équipes OTC Doors-Lauretana, A-Style-Somn puis CarmioOro. 
Il met un terme à sa carrière à l'issue de la saison 2010. 

## Palmarès

### Par année
- 2002
  - Gran Premio due Paesi in Festa
  - 2e du championnat d'Italie sur route espoirs
  - 3e du Mémorial Pigoni Coli
- 2003
  - La Nazionale a Romito Magra
  - 3e de Florence-Viareggio
- 2004
  - 3e du Giro del Montalbano
- 2005
  - Gran Premio Pretola
  - 2e du Giro del Montalbano

### Classements mondiaux
| Année           | 2005 |
| --------------- | ---- |
| UCI Europe Tour | 793e |